# Partito Comunista del Belgio
Il Partito Comunista del Belgio (in francese Parti Communiste de Belgique, PCB, in olandese Kommunistische Partij van België, KPB) è stato un partito politico belga attivo dal 1921 al 1989. Pubblicava Le Drapeau Rouge in francese e De Roode Vaan in fiammingo.

## Storia

### Nascita
Venne fondato al congresso di Anderlecht che si tenne il 3 e 4 settembre 1921 KPB/PCB dall'unione di due piccoli partiti comunisti, guidati rispettivamente da Joseph Jacquemotte e War Van Overstraeten, che insieme potevano contare su circa 500 membri. Il nuovo Partito divenne così la sezione belga della Terza Internazionale.
Il partito entrò in Parlamento nel 1925 con due deputati: Van Overstraeten e Jacquemotte. Dopo un decennio di risultati inferiori al 3%, nelle elezioni del 1936 aumentò sensibilmente i propri consensi e ottenne 9 seggi. Nel 1927 Van Overstraeten e altri esponenti del partito vengono espulsi per le posizioni filo-trotskiste e il numero degli iscritti subisce un duro colpo.
Negli anni successivi il partito si rafforza partecipando alle lotte sociali al fianco degli operai e ottiene importanti risultati soprattutto nelle grandi città industriali della Vallonia. Nel 1936 muore Jacquemotte e la guida del partito passa a un triumvirato formato da Xavier Relecom, Georges Van den Boom e Julien Lahaut.

### Dalla Resistenza al governo
Durante l'occupazione tedesca entrò in clandestinità e partecipò alle attività della Resistenza belga. Alle elezioni del 1946, le prime dopo la seconda guerra mondiale, ottenne il suo miglior risultato: il 12,7% dei voti e 23 seggi alla Camera; il 12,9% e 11 seggi al Senato. Nel biennio 1946-1947 entrò al governo in una coalizione con socialisti e liberali a sostegno del primo ministro Achille van Acker, fino al 3 agosto 1946, e di Camille Huysmans fino al 20 marzo 1947.

### Dagli anni '50 agli anni '80
Dopo le elezioni del 1949, in cui il partito raggiunse il 7,5% dei suffragi, i suoi consensi a livello nazionale rimasero sempre al di sotto del 5%, pur ottenendo significativi risultati a livello locale e riuscendo anche ad eleggere propri sindaci in diversi comuni.
Il 18 agosto 1950 venne assassinato il segretario del partito, Julien Lahaut facendo nascere il sospetto di un coinvolgimento nell'omicidio da parte dell'organizzazione internazionale Gladio.
A fine 1963, guidati da Jacques Grippa, un gruppo di comunisti, i cui membri o lasciano il partito o ne sono radiati, per fondarne uno di ispirazione maoista che si contrappone al PCB per la sua osservanza a Mosca, questa corrente comunista europea verrà chiamata "grippista" e sarà la più rilevante tra i movimenti maoisti europei, venendo anche sostenuta dal governo cinese.
A metà degli anni sessanta il Dipartimento di Stato degli Stati Uniti d'America stimò circa 11.000 iscritti al partito comunista belga.
Il partito perse definitivamente la propria rappresentanza parlamentare nel 1985 e nel 1989 si divise in due formazioni separate: il Parti Communiste, attivo in Vallonia, e il Kommunistische Partij nelle Fiandre.

## Presidenti
- Julien Lahaut 1945-1950
- Ernest Burnelle 1954-1968
- Marc Drumaux 1968-1972
- Louis Van Geyt 1972-1989

## Segretario generale
- Edgard Lalmand 1943-1954

## Membri famosi
- Bert Van Hoorick

## Ricerche
- Kommunistische Partij Vlaanderen (in landese)
- Geschiedenis van de Belgische KP (in olandese)
- 1928: Splitsing tussen trotskisten en stalinisten in Belgische KP